# Бобров (Русија)
Бобров (рус. Бобров) град је у Русији у Вороњешкој области. Према попису становништва из 2010. у граду је живело 19738 становника.

## Географија
Површина града износи 22 km².

## Становништво
| 1939. | 1959. | 1970.  | 1979.  | 1989.  | 2002.  | 2010.  |
| ----- | ----- | ------ | ------ | ------ | ------ | ------ |
| 7.000 | 7.601 | 17.977 | 21.448 | 21.258 | 20.806 | 19.738 |